# الصنائع (بيروت)
منطقة تقع في مدينة بيروت، لبنان يوجد بها حديقة الصنائع ومقر وزارة الداخلية في لبنان بالإضافة إلى العديد من البعثات الأجنبية.